# Winford Lee Lewis
Pour les articles homonymes, voir Lewis.
Winford Lee Lewis (1878-1943) est un chimiste militaire nord-américain inventeur de la lewisite (une arsine halogénée), telle qu'elle a été massivement produite à partir de 1918 jusqu'à la fin des années 1940 comme gaz de combat, et qui a récemment encore été localement utilisée en tant qu'arme chimique (en Irak, Corée du Nord et peut-être Libye). Des milliers de tonnes de lewisite sont encore présente sous la mer, dans des dizaines de décharges immergées, notamment en mer Baltique et au large des États-Unis dans l'Atlantique.

## Biographie
Lewis a fait des études de chimie aux États-Unis avant de quitter l'université Northwestern fin 1918 pour se mettre au service de l'armée afin de développer de nouveaux gaz de combat plus efficaces que l'ypérite et le dichlore déjà utilisés sur le front en France et en Belgique.
W. L. Lewis a en réalité utilisé les travaux de l'abbé Julius Nieuwland (en) qui avait découvert comment synthétiser cette molécule et involontairement testé sa toxicité. Bien qu'ayant choisi de ne plus travailler sur ce sujet en raison de l'extrême toxicité de cette molécule (après en avoir respiré une faible quantité de vapeur, il était tombé gravement malade et a dû être hospitalisé plusieurs jours), il avait publié (dans sa thèse datée en 1904), une méthode facilement utilisable pour en produire industriellement. Lewis a développé une méthode et un produit plus efficaces.

## Contributions volontaires et involontaires
Rappels du contexte : Les États-Unis ne se sont engagés dans la guerre contre l'Allemagne que le 2 avril 1917, mais ils se préparaient déjà à une éventuelle participation au conflit qui se mondialisait. L'usage par l'Allemagne puis d'autres belligérants de gaz chimiques a encouragé les Nord-américains à inventer des masques à gaz et systèmes de protection, ainsi qu'à développer des réponses du même type. Le Bureau des Mines au début 1917, sous la direction de H. Van Manning a commencé à étudier différents toxiques de guerre ou produits susceptibles de le devenir.
Ce bureau avait été fondé en 1910 pour enquêter sur les gaz asphyxiants et toxiques dans les mines (grisou). Il a en 1917 proposé ses services au Comité militaire du Conseil national de la recherche (NRC) le 8 février 1917. Le 3 avril, ce comité créait une sous-commission sur les gaz nocifs, composée d'officiers de l'armée de terre et de la marine, et de membres de la commission sur les produits chimiques du NRC, présidée par George A. Burrell, un ancien du Bureau des mines, devenu directeur de la recherche sur les gaz de la guerre le 7 avril 1917, qui a immédiatement commencé à travailler sur un masque à gaz pour équiper les soldats américains.
Ce groupe a rapidement manqué de chimistes. En mai 1917, le Bureau des mines était donc autorisé à travailler avec les laboratoires de 21 universités, trois entreprises et trois organismes gouvernementaux. Par ailleurs, un laboratoire central était créé en juillet 1917 à la Catholic University of America de Washington DC.
Les armes seront développées et testées dans ce laboratoire connu sous le nom de « American University Experimental Station ».
Pour rattraper l'avance technique allemande en termes d'armes chimiques, alors que les Américains entrent en guerre, le département suggère que les laboratoires américains soient « militarisés », ce qui sera accepté dix mois plus tard, en juin 1918, par le président Woodrow Wilson. Les universités se voient alors directement chargées de contribuer à l'effort de guerre chimique, les laboratoires devenant une nouvelle subdivision du service de la guerre chimique, au sein de l'US Army. Ce sont finalement plus de 10 pour cent des équipes universitaires en pharmacochimie des États-Unis qui sont alors directement impliquées dans la recherche d'armes chimiques durant la fin de la Première Guerre mondiale.
Winford Lee Lewis fera partie de ces chimistes. Il quitte l'université Northwestern en 1918, où il avait été professeur associé de chimie, pour devenir le directeur de la Direction générale des offensives de la nouvelle unité de guerre chimique à la Catholic University of America. Cette unité, appelée Unité organique no 3 (Organic Unit No. 3), constituée en urgence, s'est vu confier la tâche d'inventer de nouveaux gaz, notamment « améliorés » (c'est-à-dire rendu plus toxiques) par des composés arsenicaux.
En avril 1918, le révérend John Griffin (formé à la chimie par Julius Nieuwland) suggère à Winford Lee Lewis d'étudier les mémoires écrits par le prêtre chimiste au début du XXe siècle et tout particulièrement les expériences faites avec de l'arsenic trichloré, qui avaient failli le tuer.
Lewis réussit - en utilisant du mercure pour la catalyse et divers additifs - à produire un gaz encore plus toxique, stable, qu'on nommera donc « lewisite ».
Le gouvernement américain a alors finalement ordonné Lewis de cesser de travailler sur ce composé à la Catholic University of America, sous prétexte qu'il était inefficace, uniquement dans le but de tromper les espions allemands, alors que d'autres chercheurs continuaient d'évaluer et perfectionner la lewisite.
Lewis continua à défendre l'usage de « son » produit, jusqu'à la fin de ses jours. Il prétendait qu'il rendrait les guerres plus courtes et donc plus humaines, en diminuant les souffrance des civils et des innocents. Avec une vision élitiste, il prétendait aussi que la «providence» donnerait aux pays les plus avancés les gaz les plus efficaces en quantité suffisante. Lewis insistera sur le fait que les batailles chimiques sont - selon lui - les plus efficaces et les plus économiques parmi toutes les formes de conflits armés. Il niera l'horreur de la guerre chimique et ne tiendra jamais compte des effets durables de l'arsenic, estimant simplement qu'on en exagérait les effets des guerres chimiques (auxquelles il n'a jamais participé sur le terrain).
De même, Nieuwland (célèbre professeur de chimie à l'université Notre-Dame) et d'autres chimistes inventeurs de gaz de combat défendront avec de complexes  contradictions éthiques et religieuses les mêmes croyances. Niewland en particulier affirmait encore dans une interview en 1936 à propos de la découverte de lewisite, que les gaz toxiques avaient rendu la guerre plus humaine ; il estimait que les guerres modernes pourraient ne tuer qu'un petit nombre d'hommes en en intoxiquant un grand nombre ; selon lui - Dans les temps bibliques, des milliers d'hommes s'entretuaient jusqu'à ce qu'un des camps ait éliminé l'autre. Toujours selon lui, l'objectif principal est devenu non plus de tuer tous les ennemis, mais de les neutraliser, ce qui est idéalement (selon lui) facilité par l'utilisation de gaz toxique (méthode idéale car les gazés nécessitent de longs soins et une hospitalisation lourde, alors que s'ils étaient morts, ils représenteraient une moins lourde charge pour  l'armée et la nation). Il ne tenait pas compte du fait que la chimie permettait à tous les pays, y compris à de petits groupes de produire des armes de destruction massive et encore moins du coût d'élimination ou de la non-élimination des centaines de milliers de tonnes de toxiques de combat qui seront produit en 50 ans, de 1916 à la fin de la guerre froide.

## Sources
- (en) Joel A. Vilensky et Pandy R. Sinish, « Weaponry: Lewisite -- America's World War I Chemical Weapon », MHQ: The Quarterly Journal of Military History,‎ 2005 (lire en ligne)
- (en) « Army & Navy - Death of an Inventor », Time,‎ 1er février 1943 (ISSN 0040-781X, lire en ligne)